# 다루이정 (오사카부)
다루이정(일본어: 樽井町)은 일본 오사카부 센난군에 설치되었던 정이다. 현재의 센난시에 해당한다.